# Sternbergia
Sternbergia és un gènere de plantes angiospermes de la família de les amaril·lidàcies (Amaryllidaceae). Són plantes natives d'Europa, Àfrica nord-occidental, Orient Pròxim i Àsia Central.

## Descripció
Són plantes herbàcies perennes i vivaces, un geòfit amb bulb. Les fulles són linears. Les flors són actinomorfes i grogues, amb l'excepció de Sternbergia candida que fa flors blanques, amb forma d'embut i amb sis tèpals. Cada bulb pot produir entre una i quatre flors que apareixen a la tardor, solitàries al capdamunt d'un escap, les fulles acostumen a desenvolupar-se a continuació i persisteixen durant l'hivern. No obstant això, les espècies Sternbergia vernalis i Sternbergia candida floreixen a finals de l'hivern o principis de la primavera. A l'androceu hi ha sis estams erectes i al gineceu un pistil amb un ovari ínfer. El fruit és una càpsula.

## Taxonomia
Va ser descrit per Clusius el 1601 com Narcís. Linnaeus la va classificar com Amaryllis el 1753. Sternbergia lutea va ser descrita per F. von Waldstein i per P. Kitaibel el 1803, malgrat que la seva primera validació del nom Sternbergia es va aplicar a S. colchiciflora.

### Etimologia
El nom del gènere fa referència al comte Kaspar Maria von Sternberg (1761-1838), botànic txec.

### Espècies
Dins del gènere Sternbergia es reconeixen les sis espècies següents:
- Sternbergia candida B.Mathew & T.Baytop
- Sternbergia clusiana (Ker Gawl.) Ker Gawl. ex Spreng.
- Sternbergia colchiciflora Waldst. & Kit. — tulipà de la tardor[5]
- Sternbergia lutea (L.) Ker Gawl. ex Spreng. — narcís de tardor[5]
- Sternbergia mishustinii Zubov & Trias-Blasi
- Sternbergia pulchella Boiss. & C.I.Blanche
- Sternbergia schubertii Schenk
- Sternbergia vernalis (Mill.) Gorer & J.H.Harvey

### Sinònims
El següent noms científic és un sinònim heterotípic de Sternbergia:
- Oporanthus Herb.